# アンドリー・イワシコ
アンドリー・オレクサンドロヴィチ・イワシコ（ウクライナ語: Андрій Олександрович Івашко 1980年 - 2022年2月24日）は、ウクライナの軍人。 2022年ロシアのウクライナ侵攻で戦死し、ウクライナ英雄金星勲章を受章した。

## 経歴
1980年にスームィ州クロレベツに生まれる。
2019年12月6日ウクライナ防衛者の日の祭典でフルーヒウ地区政府と地区議会の一般卒業書を授与された。
2022年2月24日にウラジーミル・プーチンの命を受けたロシア軍がウクライナに侵攻してきた初日にロシア軍に殺害された。彼は「フルーヒウ2」として知られるオブロツキー近くの防空部隊に勤務していた。敵のミサイル攻撃の中で命を顧みずに敵の行動の報告を行った。その結果この日の朝ロシア軍はバチフスク地域の国境を突破しようとしたが、激戦の末にフルーヒフの近くで止められた。
この功績で戦死後にウクライナ英雄金星勲章を追贈された。